# Колобанга
«Колобанга. Только для пользователей Интернета» — российско-американский мультсериал для детей, созданный анимационной студией «Колобанга».
Мультсериал повествует о приключениях смайлов в Интернете, путешествующих по сайтам: от социальной сети до библиотеки Вики-Вики и Фидонета. Прообразом персонажей выступили смайлы-колобки Ивана Манцурова, известные благодаря ICQ и интернет-форумам.
«Колобанга» включает в себя 26 серий по 12 минут. Премьера первого сезона состоялась 19 октября 2015 года на канале «СТС». Позже сериал начал транслироваться на телеканалах «Карусель» и «Мультимания», «Детский», «Мульт», «Тлум HD», «Смайлик ТВ», «Ginger HD», «Рыжий», «Уникум», «Мультик». Премьера второго сезона состоялась 30 сентября 2016 года на официальном Youtube-канале мультсериала, а затем на «Тлум HD» и прочих каналах.
Осенью 2016 года мультфильм был адаптирован для показа за рубежом под названием «The Mojicons». На сегодняшний день сериал транслируется в Греции (Nickelodeon), Португалии, Израиле, США, Франции, Турции, Арабском мире (Spacetoon), Корее и других странах.
В 2017 году также транслировался на Toon Goggles и Amazon Prime Video в США.
В 2017 году на основе первого сезона «Колобанги» созданы две версии полнометражного мультфильма — для показа в России и за рубежом. В России мультфильм носит название «Колобанга. Привет, Интернет!».
В конце 2023 года студия анонсировала новый проект под названием «Колобанга. Вперёд в прошлое!», который должен по словам авторов выйти в 2025 году, а также 1 января 2024 на официальном канале Колобанги выпустили спецвыпуск.

## История создания
Производственная студия «Колобанга» базируется в городе Орске (Оренбургская область). Сотрудниками в ней являются местные жители, большинство из которых освоили профессии «с нуля». Продюсером мультсериала выступил Александр Ревва(Артур Пирожков).
Большую часть персонажей озвучили актёры Орского драматического театра: Екатерина Тарасова, Денис Заречнов, Алексей Маланьин, Александр Домарацкий, Сергей Васин, Илья Дорогов, Олег Кучин, Татьяна Ивлева.

## Сюжет
Колобанга — городок, в котором живут и работают смайлы-колобки: они помогают подростку Антону передавать эмоции в сообщениях. Но их беззаботная жизнь нарушается планами похищения почтовой собачки Атоса . Над Интернетом нависла опасность: миллионы сайтов могут быть стерты в пиксели. Друзьям — Чёлке, Умнику, Колобку и Глюку — предстоит встретиться лицом к лицу с неприятелем и распутать клубок таинственных происшествий, иначе Интернету и Колобанге  грозит неминуемая гибель.

## Персонажи
Персонажами мультфильма в большинстве своем являются смайлы-колобки. Исключение составляют герои(второстепенные): Скрытый файл, Трафик, Курсор, часть инопланетян, галки, запятые, жители страны Фидо, Почтовая улитка, сотрудники Антивируса и техподдержки, Битый пиксель, баги, лаги и вирусы. Остальные герои были созданы на основе смайл-пака Ивана Манцурова, а значит, имеют сферическую форму и какую-либо характерную черту, отличающую персонажа от остальных. Так, у Челки есть косички, Умник носит очки, Рабочий — каску, а Злой — трёхдневную щетину.

### Главные герои
- Колобок — отважный и амбициозный персонаж с задатками супергероя. Хотя порой его скоропалительные решения оказываются слишком необдуманными. Потому с ним рядом верные друзья, которые всегда помогут придумать план «Б».

Озвучивает Илья Дорогов
- Умник, он же Семëн Семëныч — эрудит и просто грамотный колобок, не держащий в руках ничего тяжелее книги, и «не открывавший ничего, кроме бутылки кефира». У него всегда найдется толковое (или хотя бы похожее на то) объяснение происходящего. Посвящает себя научным открытиям. Имеет прозвище «Семен Семеныч», полученное от Колобка.

Озвучивает Сергей Васин
- Чёлка — рассудительная и справедливая подруга Колобка и Умника. Часто клянется своими бантиками, утверждает, что видела инопланетян, и наивно полагает, будто мир во всем мире возможен.

Озвучивает Екатерина Тарасова
- Глюк — герой, вносящий нотку беспорядка в мир Интернета, о котором он знает всё. Там, где Глюк, жди поломки, но происходит это не по его воле — так уж повелось. Однако это свойство, кроме неудобств, в некоторых случаях способно принести и пользу.

Озвучивает Денис Заречнов
- Полифагус, он же Правитель Фидо — Полифагус был борцом с вирусами, который из-за вируса доктора Хака стал Правителем Фидо — величественным злодеем Интернета, преследующим лишь одну цель — уничтожить городки со смайлами-колобками ради процветания мира уже почти забытых в Интернете плоскатиков (плоских смайлов).

Озвучивают Никита Погодаев (Полифагус) и Денис Заречнов (Правитель Фидо)
- Майдум — вторичный антогонист мультсериала, приспешник правителя Фидо, опаснейший вирус по совместительству, промышляющий воровством почтовых собачек. Был уничтожен Хаком в последней серии второго сезона.

Озвучивает Никита Погодаев
- Доктор Хак — главный антогонист мультсериала, он же ученый, он же предатель, он же Крот, главной разработкой которого супервирус, превративший Полифагуса в Правителя Фидо. Также он создал Майдума и Поинта.

Озвучивает Валерий Медведев

### Второстепенные персонажи
- Крейзи — немного неадекватный «локобок», любящий находиться в гуще событий и включающий при этом свои «антилогичные» способности.

Озвучивает Олег Кучин
- Ангелочек — добрая заступница всех оскорбленных.

Озвучивает Анастасия Сагайдак
- Сыщик — герой, предпочитающий доверяться профессионалам, то есть самому себе. Так любит допрашивать, что может провести допрос самого себя, и в итоге остаться подозреваемым. Главное его оружие — лупа, помогающая рассмотреть даже самые мелкие улики.

Озвучивает Александр Романец
- Курсор — режиссёр-постановщик эмоциональных сцен. Именно под его чутким руководством колобки на сцене Эмотикона изображают эмоции, которыми пользователь Антон насыщает свои электронные сообщения.

Озвучивает Валерий Медведев
- Экскурсовод — гид в музее Колобанги. Знает всю цепочку эволюции колобков.

Озвучивает Никита Погодаев
- Профессор Мегабит — ученый, доказавший, что Интернет «все-таки существует». Ради собственных открытий способен на многое, даже на кражу почтового ящика и угон самолёта. Ревностно относится к своему статусу профессора, потому что он в Колобанге такой не один…

Озвучивает Алексей Маланьин
- Профессор Мегабайт — ученый, постоянно оспаривающий мнение своего коллеги — профессора Мегабита. Не верил в возможность существования Интернета, потому что это «нонсенс!»

Озвучивает Олег Кучин
- Пойнт — экс-вирус. Некогда состоял в группировке правителя Фидо, но оставил в прошлом «незаконные» дела, переселившись и   познакомившись с жителями Колобанги.

Озвучивает Александр Ревва
- Злой — порой неуравновешенный колобок, привыкший все решать силой. Но есть одно существо, способное смягчить его пыл, — Рыбонька.

Озвучивает Александр Домарацкий
- Колобахов — репортер, ведущий шоу «Штрафной круг». От его микрофона не уйдёт ни один свидетель происшествия и ни одно громкое заявление.

Озвучивает Илья Дорогов
- Гангстер — криминальный элемент, вставший на путь истинный благодаря своей жене. В его жизни больше не осталось места для нарушения законов Интернета, поэтому живёт он в большом и красивом розовом доме, но среди разрушенного мира.

Озвучивает Денис Заречнов
- Жена Гангстера — героиня, тщательно оберегающая спокойствие своей семьи и репутацию собственного мужа, потому что её «муж — честный колобок!»

Озвучивает Татьяна Ивлева
- Оракул — предсказательница и несостоявшийся инженер. Знает все о будущем, инопланетянах и погоде на завтра.

Озвучивает Елена Шемякина
- Библиотекарь — бабушка с RPG-7, всегда находящаяся на своем посту в кресле-качалке, потому что «тишина должна быть в библиотеке».

Озвучивает Татьяна Ивлева
- Сотрудники Антивируса — стражи порядка, отвечающие за охрану Интернета от вирусов. Способны просканировать кого угодно и почти кого угодно посадить в Карантин.
- Капитан №50 — главный сотрудник Антивируса.

Озвучивают Алексей Маланьин и сотрудники студии «Колобанга»
- Сотрудники техподдержки — персонажи, всегда готовые починить, восстановить, помочь. Но не всегда это у них получается в должной мере.

Озвучивают Никита Погодаев и сотрудники студии «Колобанга»
- Пионер — колобок, который всегда готов помочь (ровно до того момента, пока рядом не произнесут имя Майдум).

Озвучивает Никита Погодаев
- Троян — приспешник Правителя Фидо, сколотивший преступную банду на заброшенном сайте.

Озвучивает Денис Заречнов
- Атос — почтовая собачка, доставляющая письма из почтового ящика до адресата. Без собачки не отправится ни одно электронное послание.
- Браузеры (Хром, Опера, Эксплорер, Фокс, Сафари) — конкурирующие между собой браузеры, сдающие в аренду колобкам доски для серфинга по Интернету.

Озвучивают Екатерина Тарасова, Никита Погодаев, Вячеслав Марченко
- Окулус — крайне мнительный исследователь-самоучка. Посвящает свою научную деятельность поиску следов инопланетян. Подозревает в связи с инопланетянами даже себя.

Озвучивает Вячеслав Марченко
- Старейшина — самый мудрый инопланетянин, черпающий мудрость из Книги предсказаний.

Озвучивает Валерий Хамин
- Попрошайка — конспиратор и тайный разведчик Полифагуса, работающий под прикрытием городского попрошайки.

Озвучивает Евгений Куликов
- Липси — звезда социальной сети, профессионально владеющая искусством сочинения статусов на каждый день.

Озвучивает Екатерина Тарасова
- Вэдэвэшники — десантники, которые любят покупаться в фонтане, расположеном в самом центре энциклопедии Вики-Вики, также любят разбивать кирпичи о свои головы
- Мистер дисконнект— мало что известно, появился только в 25 серии не на долго. Умеет отключить гиппер ссылки, и включать режим Инкогнито. Преспешник Правителя Фидо

## Список серий
| Сезон | Эпизоды | Даты показа      | Даты показа     |
| Сезон | Эпизоды | начало           | конец           |
| ----- | ------- | ---------------- | --------------- |
| 1     | 12      | 19 октября 2015  | 28 октября 2015 |
| 2     | 14      | 30 сентября 2016 | 13 октября 2016 |
|       |         |                  |                 |

### Первый сезон
- 1. И всё-таки он существует!
- 2. Таинственное исчезновение
- 3. Первые подозреваемые
- 4. Проверка на вирусы. Безрезультатно
- 5. Интернет-портал
- 6. По ту сторону Интернета
- 7. Охота на Майдума
- 8. Спасение Глюка
- 9. Удалить любой ценой!
- 10. В поисках Гангстера
- 11. Добро пожаловать в Фидонет!
- 12. Чего хотят инопланетяне?

### Второй сезон
- 13. Неожиданный гость
- 14. Встреча с Оракулом
- 15. Цветное предсказание
- 16. Щит радости
- 17. Интернет-сёрфинг
- 18. Безумный отряд
- 19. Тайник
- 20. Маячок Полифагуса
- 21. Социальная сеть
- 22. Побег
- 23. Спам-атака
- 24. Исходный код
- 25. Вторжение
- 26. Мы ещё встретимся!

### Спец. выпуски
- Знание-сила!

## Продолжение мультсериала
23 ноября 2022 года на официальном YouTube-канале был выпущен аудиоподкаст, интервью с новым продюсером и режиссёром Александром Романцевым. Сам продюсер сообщил, что следующий сезон «Колобанги» находится на стадии производства.
Также 29 декабря 2023 года на официальном YouTube канале был выпущен видеоролик под названием "Продолжение будет?!"

## Полнометражный мультфильм
На основе первого сезона «Колобанги» совместно с компанией Universal Pictures выпущен полнометражный мультфильм для показа зарубежному зрителю. 11 августа 2017 года состоялась его премьера в кинотеатрах Турции, где мультфильм носит название «Sevimli Emojiler» («Милые смайлы»). В первый уик-энд его посмотрели 21 168 зрителей, а кассовые сборы составили 267 212,93 турецких лир (около 75 тысяч долларов). По состоянию на 20 августа 2017 года сборы составили 728 826,10 турецких лир (около 208 тысяч долларов).
В России полнометражная режиссёрская версия сериала вышла в кинотеатрах 30 ноября 2017 года в рамках проекта «Мульт в кино». Мультфильм «Колобанга. Привет, Интернет!» длительностью 86 минут содержит новые сюжетные повороты и эпизоды, которых не было в сериале. Так, у Глюка появились родители, появилась тайна ошейника Атоса, показали дедушку Колобка, Крейзи заменил Мамбу  (смайла-африканца), а Мегабайт попал в интернет и раскрыл тайну ошейника Атоса.

## Отзывы
Мультсериал получил смешанные отзывы кинокритиков.
После выхода на экраны мультфильма «Эмоджи фильм», многие критики отметили заимствование идеи американским аналогом у мультвселенной Колобанги.

## Награды и номинации
- Вошёл в список перспективных анимационных проектов медиаиндустрии на выставке «Mip Junior 2015» в Каннах[34].
- Победитель конкурса «Знак родительского доверия 2016» в номинации «Мультимедийная продукция для детей»[35].
- Участник информационной программы фестиваля «Суздаль 2016».
- Участник фестиваля «Большой фестиваль мультфильмов 2016»[36].
- Участник фестиваля «Мультимир 2017»[37][38].

## Игры
Корейская студия «Bluepin» разработала интерактивные игры с героями мультсериала, которые вошли в линейку игр популярного приложения Kids World.

## Сувениры
В 2015 году компания «Hatber» выпустила канцелярские принадлежности с изображениями героев мультсериала, а компания «Роялти Фуд» — детские трубочки для молока. Также компания Danli выпустила шоколадные яйца «Колобанга» с игрушками-смайликами внутри.